# Кравченко, Виктор Андреевич (адмирал)
Ви́ктор Андре́евич Кра́вченко (род. 5 декабря 1943, Богданович, Свердловская область) — российский военачальник. Начальник Главного штаба ВМФ — первый заместитель Главнокомандующего ВМФ России (1998—2005), командующий Черноморским флотом ВМФ России (1996—1998). Адмирал (1996).

## Биография
Родился 5 декабря 1943 года в посёлке Богданович Сухоложского района, ныне город Богданович. Окончил школу. Работал на заводе. Член КПСС (1966—1991).
В ВМФ СССР с 1962 года, служил матросом ракетной боевой части на ПЛ К-102 Северного флота. Учился в Высшем военно-морском училище подводного плавания имени Ленинского комсомола (1963—1966), окончил Высшее военно-морское училище имени М. В. Фрунзе (1966—1968), Высшие специальные офицерские классы ВМФ (1973—1974), Военно-морскую академию имени Маршала Советского Союза А. А. Гречко (1976—1978), Военную академию Генерального штаба Вооружённых Сил имени К. Е. Ворошилова (1988—1990).
Службу проходил командиром штурманской боевой части ПЛ С-348 (1968—1972), старшим помощником командира ПЛ С-157 (1972—1973) и командиром (08.1974—08.1976) подводной лодки С-287 на Черноморском флоте, начальником штаба 27-й отдельной бригады подводных лодок (07.1978—05.1983), командиром 166-й отдельной Констанцской бригады подводных лодок (05.1983—05.1984), заместителем командира (05.-12.1984) и командиром (12.1984—08.1988) 14-й дивизии подводных лодок, 1-м заместителем начальника штаба Черноморского флота (06.1990—10.1991), 1-м заместителем командующего Балтийским флотом (10.1991—02.1996), командующим Черноморским флотом (02.1996—07.1998), начальником Главного штаба ВМФ — 1-м заместителем Главнокомандующего ВМФ (07.1998—02.2005).
С марта 2005 года в отставке. В 2006—2010 годах был вице-президентом Фонда содействия укрепления флота «Москва—Севастополь», вице-президентом Клуба военачальников Российской Федерации.

## Воинские звания
- лейтенант (1968)
- старший лейтенант (1970)
- капитан-лейтенант (1972)
- капитан 3 ранга (1974)
- капитан 2 ранга (1978, досрочно)
- капитан 1 ранга (1982)
- контр-адмирал (11.1987)[2]
- вице-адмирал (18.02.1993)[3]
- адмирал (04.1996)

## Награды
- Орден «За заслуги перед Отечеством» IV степени
- Орден «За военные заслуги»
- Орден «За службу Родине в Вооружённых Силах СССР» III степени
- Медали
- Государственная премия Российской Федерации (2000)
- Почётный гражданин городского округа Богданович. Звание Почетный гражданин присвоено Решением Думы от 11.08.1999 № 225[4].